# Per Gustaf Adler
Per Gustaf Adler, född 17 december 1794 i Slaka församling, Östergötlands län, död 23 november 1855 i Tingstads församling, Östergötlands län, var en svensk präst.

## Biografi
Adler föddes 1794 på Naterstad i Slaka församling. Han var son till fältväbeln Johan Gustaf Adler och Beata Ekerman. Adler blev höstterminen 1813 student vid Uppsala universitet och prästvigdes 25 juni 1818. Han blev 30 augusti 1831 komminister i Sankt Lars församling, tillträde 1832 och avlade pastoralexamen 9 mars 1842. Adler blev 18 augusti 1845 kyrkoherde i Tingstads församling, tillträde 1847. Han avled 1855 i Tingstads församling.

### Familj
Adler gifte sig 21 juni 1832 med Christina Margareta Sevén (1810–1895). Hon var dotter till rådmannen Samuel Sevén och Anna Christina Carlström. De fick tillsammans barnen Ida Petronella Carolina Adler (1833–1833), postmästaren Gustaf Wilhelm Adler (född 1834) i Norrköping, Johan Marcus Samuel Adler (1835–1837), Axel Adolph Adler (1836–1837), Per Jacob Adler (1837–1839), ingenjören Per Samuel Adler (1839–1905) i Norrköping, Hilma Christina Adler (1842–1844), en son (1848–1848), handlanden Johan Philip Gotthard Adler (född 1849) i Linköping.